# سينونغي
سينونغي هو طبق خاص بقبيلة التولاكي القاطنة بمقاطعة سولاوسي الجنوبية الشرقية بإندونيسيا؛ والمكون الرئيسي لهذا الطبق هو نشا الساغو. ولدى قبيلة تولاكي عادة تناول السينونغي مع الموسونغي (حساء خضر باللحم أو السمك). وفي قبيلة تولاكي، يعتبر هذا الطبق أحد الأطباق الرئيسية التي تنافس الأرز.

## الوصف
```
سينونغي هو 
طبق
 
خاص
 
بقبيلة
 تولاكي 
والمصنوع
 من 
نشا
 
الساغو
. ويوجد 
طبق
 مماثل له في 
مقاطعة
 سيلاتان 
الجنوبية
 يسمى بكابورونج، وآخر في 
جزيرة
 
مالوكو
 ويطلق عليه 
اسم
 بابيدا. وعلى الرغم من أن مكونات هذه الأطباق متماثلة إلا أن طريقتها في 
التقديم
 مختلفة. حيث أن السينونجي لا يطهى مع 
الخضار
 أو 
صلصة
 
السمك
 أو 
صلصة
 
الفلفل
 
الحار
 أو 
التوابل
...إلخ، ولكن ذلك يعود إلى 
الذوق
 الشخصي. وكان السنونكي يعتبر 
الغذاء
 الرئيسي 
لقبيلة
 تولاكي قبل 
المجاعة
 ولكنه أصبح طبقا ثانويا وحل محله 
الأرز
 في 
أيام
 
المجاعة
.
```

## تاريخه
وعلى الرغم من أن هذا الطبق هو طبق نمطي لقبيلة تولاكي إلا أنه لا يعرف متى أتخذته قبيلة تولاكي غذاء لها. ومع ذلك، كان هذا الطعام موجودا منذ مئات السنين مثل الأرز. وذكرت أسطورة التولاكي أن شجرة الساغو تلك نمت في قرية كوقو هولو على ضفاف نهر كوناويها؛ وتسمى حاليا بقرية لاطوما توا. وتسمى بلغة التولاكو «سورى رى»، وتعني:«قرية مليئة بألاف من أشجار الساغو». وتقع هذه القرية تحديدا بالقرب من قرية تونجاونا بمدينة اولو إيوي مقاطعة كولاكا. وذكر نص آخر أن أصل شجرة الساغو التي تنمو في المستنقعات من مالوكو.
ويعتقد أن كلمة بوسونغي تستمد من مرادفها في الثقافة المحلية وهي كلمة بوسونغي. بوسونغي أو أوسونغي (بلغة التولاكي) هي آداة تصنع من عيدان الخيزران التي يتم تقليمها ليصبح طولهاأقل من 10 سنتيمترات. وتستخدام هذه الأداة لاستخلاص السينونجي من مكانه..... وكما هو شائع، يقدم السينونغي على طبق يملأ بالخضراوات وصلصة السمك والتوابل الأخرى. تلف السينوغي ثم تقطع إلى قطع صغيرةويتم تناولها بعصيان صغيرة أو بالأصابع. وعادة يتم بلعه مباشرة ولا يمضغ.
وكان الأجداد يحفظون السينونغي داخل صناديق خشبية. ويطلق على الصندوق بلغة قبيلة التولاكي «اودولا». ومع مرور الوقت، لم يعد الينونغي يخزن في صناديق خشبية بل يخزن في أحواض. ويعتقد الخبراء أن هذا التغيير قد أثر في طعمه الأصلي، بالإضافة إلى أن البوسونجي لم تعد تستخدم. والان، يتناول الناس السينونغي بالملاعق أو بأيديهم مباشرة.

## طريقة اعداده
قبل طهيه، يوضع في اناء كبير ويصب عليه ماء بارد ويترك ليترسب لليلة كاملة، ثم يتم ازالة الماء. وعندما يراد اعداده يذاب بالماء البارد أولا حسب الذوق وبعدها ينثر الماء المغلي شيئا فشيئا أثناء تحريكه حتى يصبح قوامه سميكا.
وفي الغالب تحضر الوجبات كالخضر والسمك والصلصة قبل اعداد الساغو؛ لذلك يمكن تناوله مباشرة بينما لا يزال ساخنا. كما يمكن إضافة الريحان والليمون (يسمى (برتقال تولاكي) في كينداري) مع الخضر والصلصة.